# Обнинск (подводная лодка)
Б-138 или «Обнинск» (до 1992 года — К-138) — советская и российская атомная подводная лодка проекта 671РТМК «Щука», наименованная в честь города Обнинск Калужской области.

## История строительства
Крейсерская атомная подводная лодка К-138 была зачислена в списки кораблей ВМФ ВС СССР 10 марта 1987 года. 7 декабря 1988 года корабль был заложен на Адмиралтейском заводе в Ленинграде, спуск на воду состоялся 5 августа 1989 года. Осенью 1989 года лодка перешла в Северодвинск для прохождения сдаточных испытаний и 30 декабря 1990 года вступила в строй. 28 февраля 1991 года включена в состав 33-й дивизии подводных лодок Северного флота с базированием на Западную Лицу.

## История службы
Корабль трижды завоёвывал приз главкома по торпедной подготовке: в 1991, 1993 и 1995 годах. 3 июня 1992 года переименована в Б-138. 5 мая 2000 года подписан договор о шефстве над лодкой с администрацией города Обнинск, лодка получила почётное наименование «Обнинск».
В 2001 году при переводе лодки из расформированной 33-й дивизии основной экипаж Б-138 был переформирован в номерной экипаж АПЛ без привязки к конкретному кораблю и переведён в 7-ю дивизию, а «Обнинск» был принят моряками 505-го экипажа АПЛ (неофициально — «Сосновый Бор») на постоянной основе.
В 2008 году Б-138 «Обнинск» входил в состав 11-й дивизии подводных лодок Северного флота с базированием на Заозёрск.
С 2011 года по осень 2014 года лодка проходила ремонт на судоремонтном заводе «Нерпа». 16 мая 2014 спущена на воду.
В конце 2014 года «Обнинск» успешно запустил ракету из акватории Баренцева моря по цели на полигоне Чижа.
В июле 2015 года принял участие в праздничном параде по случаю Дня ВМФ в Североморске.
23 декабря 2015 года АПЛ «Обнинск» успешно выполнила задачи первого дальнего похода после модернизации и вернулась в базу подводных сил Заозерск в Мурманской области.
15 августа 2016 года АПЛ «Обнинск» атаковала отряд кораблей и судов условного противника торпедным оружием на учениях в Баренцевом море. Экипаж подлодки выполнил стрельбу четырьмя практическими торпедами по кораблям отряда с заданной глубины и дистанции. Роль условного противника выполнили большие противолодочные корабли проекта 1155 «Вице-адмирал Кулаков» и «Североморск» и малые противолодочные корабли проекта 1124 «Брест» и «Юнга». Стрельба прошла успешно, цели были поражены с заданной точностью.
.
23 июня 2017 года на морских полигонах в Баренцевом море АПЛ «Обнинск» выполнила успешную торпедную стрельбу по отряду кораблей в составе тяжелого атомного ракетного крейсера «Петр Великий», больших противолодочных кораблей «Североморск» и «Вице-адмирал Кулаков». Надводные цели были условно поражены
В 2020—2022 годах прошла ремонт с модернизацией на СРЗ «Нерпа».

## Командиры
- 1988—1994 — Филиппов Е. Н.
- 1994—1995 — капитан 1 ранга Лобанов А. Н.
- 1995—2000 — Симонян В. Г.
- 2000—2001 — Гаврилов Ю. Б.
- 2001—2003 — Полещиков М. А.
- 2003—2007 — капитан 1 ранга Нельга Александр Александрович
- 2007—2008 — капитан 1 ранга Кокорин Дмитрий Анатольевич
- 2008 — ?? — капитан 1 ранга Домнин Михаил Владимирович.